# Tundabia
Genre
Tundabia est un genre d'opilions laniatores de la famille des Assamiidae.

## Distribution
Les espèces de ce genre se rencontrent en Tanzanie et en Ouganda.

## Liste des espèces
Selon World Catalogue of Opiliones (11/06/2021) :
- Tundabia semicaeca Roewer, 1935
- Tundabia ugandensis Goodnight & Goodnight, 1959

## Publication originale
- Roewer, 1935 : « Alte und neue Assamiidae. Weitere Weberknechte VIII (8. Ergänzung der "Weberknechte der Erde" 1923). » Veröffentlichungen aus dem Deutschen Kolonial- und Übersee-Museum in Bremen, vol. 1, no 3, p. 1–168.